# Тибетская лисица
Тибе́тская лиси́ца (лат. Vulpes ferrilata) — вид млекопитающих семейства псовых рода лисиц, обитающий на Тибетском нагорье и прилегающих районах Центральной Азии. 

## Внешний вид

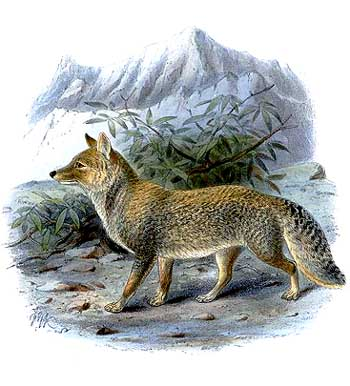
Рисунок тибетской лисы из монографии о псовых 1890 года

Внешний вид тибетской лисицы довольно необычен для лисы: эволюция вылепила пропорции головы этой высокогорной хищницы особым образом — среди всех лисиц череп тибетской лисицы морфологически наиболее специализирован в сторону хищничества. За счет удлиненных и узких челюстей у нее более длинный череп, чем у привычной нам рыжей лисицы, а также более длинные клыки и коренные зубы. «Квадратный» вид голове придают широкие скуловые дуги, укороченная черепная коробка и вогнутый лоб.
Тибетская лиса — одна из самых маленьких лисьих разновидностей. Зубы хорошо развиты, с чрезвычайно длинными клыками, большими, чем у всех других лис. Тело лисицы покрыто толстым, мягким мехом с плотной нижней подпушью, который хорошо защищает их от сильных ветров. Морда тибетской лисицы кажется квадратной за счёт густого меха вокруг шеи. Цвет по бокам изменяется от ржаво-коричневого сверху до серого к низу, что создает иллюзию полосы по бокам животного. Горло, брюшная область, полоска от горла до брюха и кончик хвоста белого цвета.
Длина тела взрослой лисы от 60 до 70 см. Хвост длиной от 30 до 45 см.
Вес взрослой особи от 4 до 5,5 килограммов.
В кариотипе 36 хромосом.

## Распространение
Тибетская лисица обитает в степях и полупустынях Тибетского плато. Также встречается в Непале к северу от Гималаев, на Северо-западе Индии, в ряде провинций Китая, граничащих с Тибетской автономной областью. В 2008 году исследователи наблюдали тибетских лисиц на горных равнинах на высоте до 5200 метров над уровнем моря. Однако лисы практически не встречаются в местах, где отсутствуют пищухи, которые являются их основным пропитанием.

## Образ жизни
Тибетские лисицы живут в выкопанных логовах или норах под скалами или в щелях груд валунов и ведут достаточно скрытный образ жизни, о котором мало что известно. Эти животные охотятся попарно (самец и самка) и делят всю пойманную добычу со своим партнером. Они имеют тонкий слух, позволяющий издалека находить их излюбленную пищу — пищух. Запах используется, чтобы ориентироваться на своей территории, но известно, что тибетские лисицы активно не защищают свой участок от других пар. В целом территориальность выражена слабо, было найдено много пар животных, живущих по соседству и охотящихся на общих землях.
До 2006 года тибетских лисиц никогда не снимали на видео по причине их природной осторожности, а также из-за труднодоступности мест, где они обитают. Впервые это удалось сделать съёмочной группе BBC. Широкая аудитория смогла увидеть тибетскую лисицу в живой природе в документальном сериале «Планета Земля» (Серия 7 — «Великие равнины» («Great Plains»).
Большинство исследователей оценивают продолжительность жизни тибетской лисицы при идеальных условиях — 8—10 лет. Однако в естественных местообитаниях большинство лис погибает по естественным причинам к пятилетнему возрасту.

## Питание

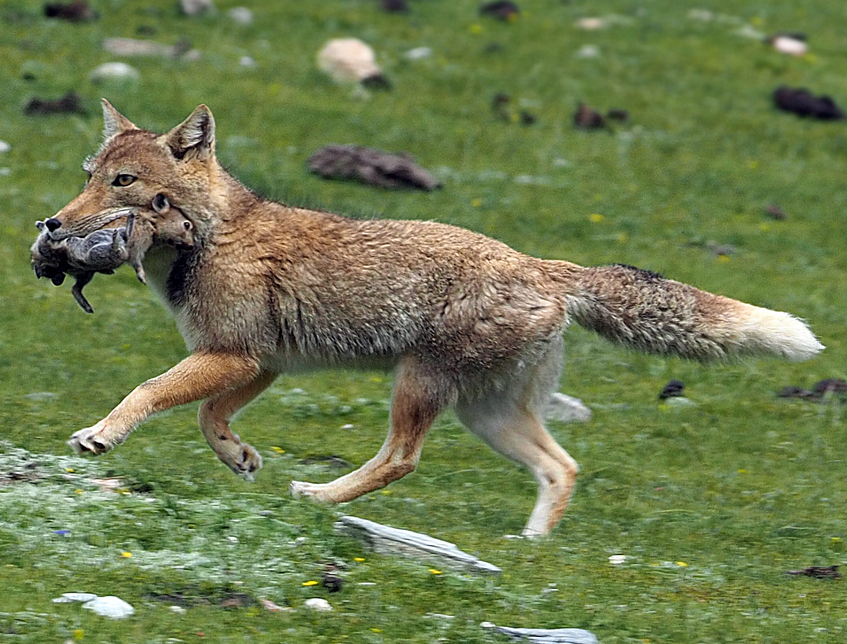

Основа рациона тибетских лисиц — пищухи. Кроме того, они едят грызунов, зайцев, кроликов, а также мелких птиц, гнездящихся на земле, и их яйца. Однако если лисица поймает или найдет какую-либо другую съедобную добычу, то также незамедлительно употребит её в пищу (например, насекомые, рептилии, или ягоды). Может питаться падалью.

## Размножение
Сезон размножения тибетских лисиц наступает в феврале. Пары образуются к концу первого года жизни и в дальнейшем сохраняются на всю жизнь: живут и воспитывают потомство вместе.
Беременность длится 50—60 дней; в среднем — 55 дней. После родов самка долго не покидает логова и в течение некоторых недель после рождения далеко от него не отходит, что затрудняет точное определение длительности периода беременности.
В логове рождается 2—5 голых слепых щенка, каждый весом 60—120 г. Они не появляются из логова в течение нескольких недель после рождения, пока не подрастут. Точная продолжительность периода лактации неизвестна.

## Значение для человека
Мех тибетской лисицы используется жителями в некоторых областях Тибета для изготовления шапок, которые надёжно могут защитить владельца от ветра и дождя, однако, большой коммерческой ценности их мех не представляет.
Тибетские лисы играют существенную роль в регуляции численности грызунов и другого мелкого животного населения. Возможно, они также способствуют выветриванию верхних слоев почвы, роя свои логова.

## Статус вида и охрана
Плотность тибетских лисиц в пределах ареала повсеместно низкая. Обзор 43 регионов Тибетской автономной области в 1989 году оценил численность лисы в 37 тыс. особей. Вид юридически защищен в нескольких больших китайских резерватах, но фактически лисы не охраняются. Численность популяции частично зависит от доступности добычи и частично от человеческого присутствия. В северо-западном Тибете, в отдаленной области безлюдной степи было встречено только пять лисиц с малочисленной добычей на 1848 км маршрута. В юго-западном Циндао[уточнить] в благоприятной окружающей среде с многочисленной добычей на 367 км пути было подсчитано 15 лисиц. В уезде Сершю (Гардзе-Тибетский автономный округ провинции Сычуань), изобилующем черногубой пищухой (Ochotona curzoniae), наблюдалось восемь тибетских лис вдоль 11-километровой проселочной дороги в течение ночного маршрута.
Опасность для вида представляют действия правительства КНР, которое спонсирует кампанию по отравлению пищухи на территории Тибетского плато.
Ещё одной угрозой для тибетской лисицы являются домашние собаки коренных жителей Тибета.

## Известность
Зверь стал всемирно известным в 2006 году после выхода сериала BBC «Планета Земля», где его впервые в истории засняли на видео. Своеобразная лиса с лицом котика анфас и обманчивым выражением немного высокомерного спокойствия быстро стала интернет-мемом. В фильме BBC Natural World сэр Дэвид Аттенборо описывает ее как «самую удивительную на вид лису — с квадратной челюстью, хитростью в глазах и кривой искушенной улыбочкой».

## Видео
- Тибетская лисица (Vulpes ferrilata)